# Vipera aspis francisciredi

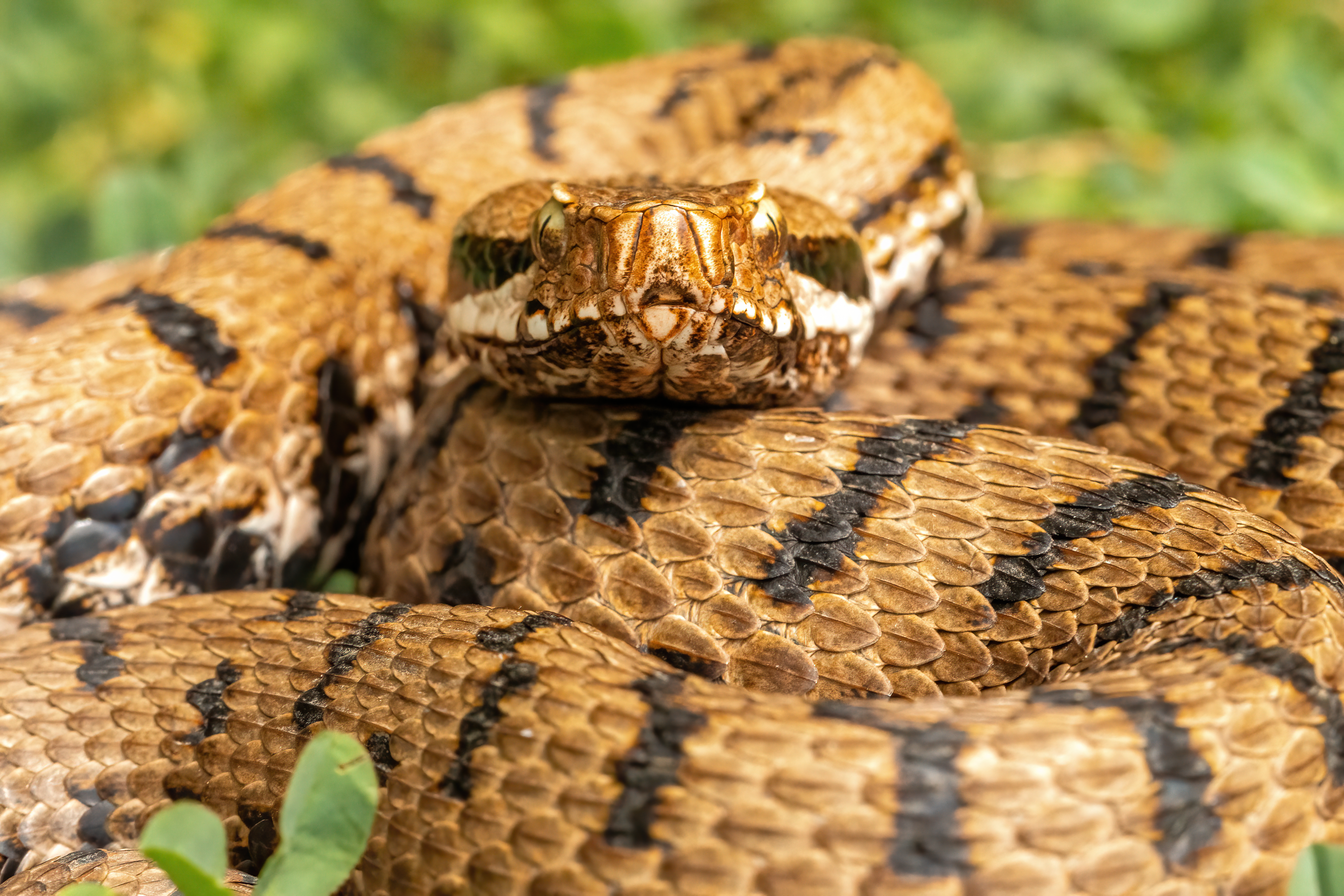
Vista frontale di un esemplare di Vipera aspis francisciredi

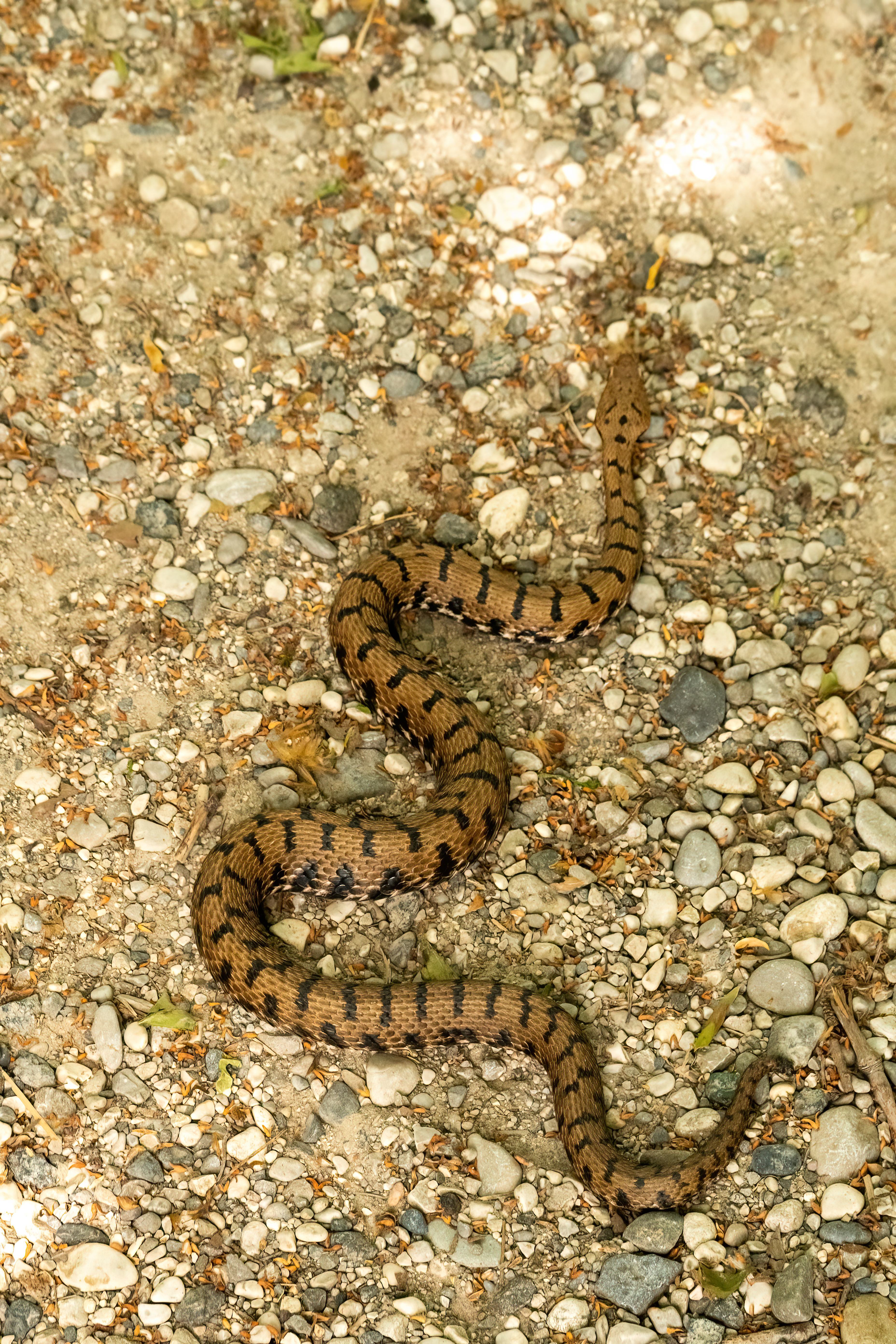
Dettaglio della livrea di un esemplare di Vipera aspis francisciredi

La vipera di Redi (Vipera aspis francisciredi, (Laurenti, 1768)) è una sottospecie di aspide. 
Così chiamata in onore del medico, naturalista e letterato italiano Francesco Redi, questo serpente velenoso è presente nel centro e nord Italia, oltre che in Croazia, Slovenia e Svizzera.